# Hangya-forrás
A Hangya-forrás a Hármaskút-tető névadó forrásainak az egyike. Budapest XII. kerületében fakadt.

## Leírása
A Haggenmacher-villa felett, a Hármaskút-tető keleti oldalában lévő Harang-völgy felső részén (é. sz. 47° 30′ 42″, k. h. 18° 57′ 36″47.511667°N 18.960000°E), pannon homokkő rétegekből fakadt. Egy, az 1970-es évek második felében a Csongrád megyei Természetbarát Szakszövetség által a Budai-hegységben rendezett minősítő teljesítménytúra menetutasítása írta: „A Hangyaforrás egy óriás – több száz éves bükkfa tövében fakad.” Mivel a forrás nem egy foglalt forrás volt, helye ma már nehezen található meg. A fa és a forrásnak eredetileg helyet adó mélyedés megvan ugyan, de a forrás vize a 80-as évek második felében, valószínűleg a felette épült szálloda hatására, elapadt. A forrást a Kartográfiai Vállalat 1988-ban kiadott Budai-hegység turistatérképe még jelöli.